# Melipona favosa
Melipona favosa är en biart som först beskrevs av Fabricius 1798.  Melipona favosa ingår i släktet Melipona och familjen långtungebin. Inga underarter finns listade i Catalogue of Life.